# Georges Bauer
Georges Bauer (Differdange, 29 settembre 1904 – Sanem, 4 febbraio 1987) è stato un pallanuotista lussemburghese, che ha partecipato alle Olimpiadi estive di Amsterdam 1928.